# Painel
Painel är en kommun i Brasilien.   Den ligger i delstaten Santa Catarina, i den södra delen av landet, 1 400 km söder om huvudstaden Brasília. Antalet invånare är 2 353.
I omgivningarna runt Painel växer huvudsakligen savannskog. Runt Painel är det mycket glesbefolkat, med 3 invånare per kvadratkilometer.